# دارين بيكفورد
دارين بيكفورد (بالإنجليزية: Darren Beckford)‏ (12 مايو 1967 في المملكة المتحدة - ) هو لاعب كرة قدم بريطاني في مركز الهجوم. شارك مع منتخب إنجلترا تحت 16 سنة لكرة القدم. أما مع النوادي، فقد لعب مع أولدهام أثلتيك وبريستون نورث إيند وبورت فايل وذا نيو سينتس وروشدين ودايموندز ومانشستر سيتي ونادي بوري ونادي ساوثبورت ونادي فولهام ونادي والسول ونورويتش سيتي وهارت أوف ميدلوثيان وباك أب بورو ‏.

## وصلات خارجية
- دارين بيكفورد على موقع قاعدة بيانات كرة القدم.إي يو (الإنجليزية)
- دارين بيكفورد على موقع Soccerbase.com (لاعب) (الإنجليزية)
- دارين بيكفورد على موقع عالم كرة القدم.نت (الإنجليزية)